# Reisekader

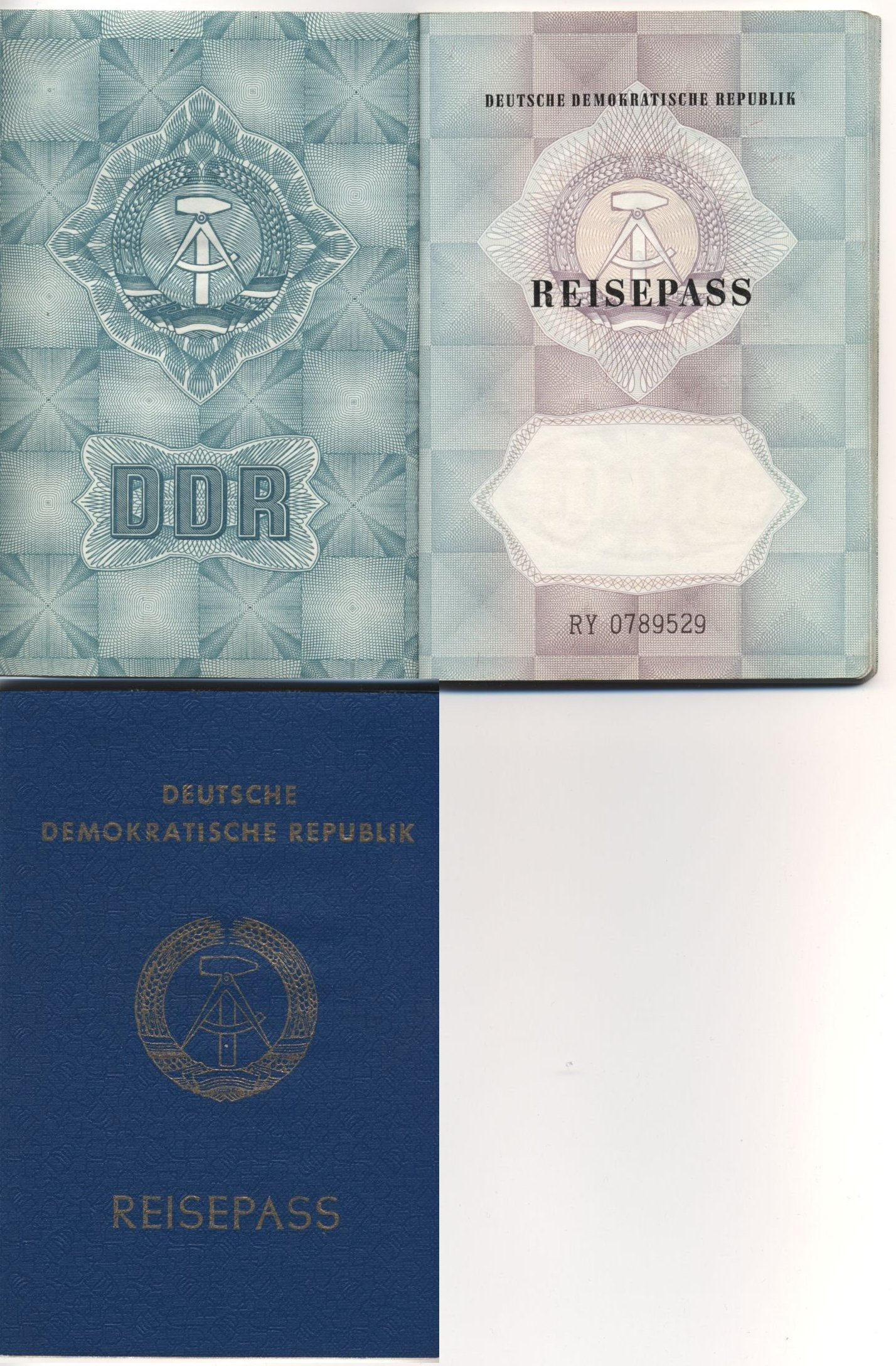
DDR-Reisepass

Der Reisekader war ein Kader der DDR. Speziell der NSW-Reisekader durfte beruflich und geplant in das Nichtsozialistische Wirtschaftsgebiet (kurz NSW) reisen.
Zum NSW-Reisekader zählten Personen des Staats- oder Parteiapparates, des öffentlichen Lebens (Sportler, Künstler, Wissenschaftler, Bürgermeister) sowie der Wirtschaft der DDR (Außenhandel, Ingenieure).
Die Überprüfung und Bestätigung der in Frage kommenden Personen erfolgte bezüglich der Reisekader des Außenhandels durch die Hauptabteilung XVIII des Ministeriums für Staatssicherheit. Für andere Wirtschaftsbereiche war die Hauptabteilung XIX des Ministeriums für Staatssicherheit (MfS) zuständig. Personen, die als Reisekader bestätigt wurden, erhielten einen Reisepass.
Der Umfang des NSW-Reisekaders soll laut Horst Roigk von der MfS-Hauptabteilung XVIII ungefähr 40.000 Personen betragen haben.
Da es sich hierbei um „zuverlässige“ Bürger der DDR handelte, waren viele gehalten, dem MfS Pflichtberichte abzuliefern. Über die Qualität dieser Berichte gibt es verschiedene Auffassungen. Das Nichtverfassen eines Berichts trotz Aufforderung konnte den Entzug des Status als Reisekader zur Folge haben. Generell war das Verfassen von Berichten aber keine Pflicht für alle Reisekader, da beispielsweise auch Kinder und Jugendliche in diese Kategorie fallen konnten.